# Grease (nummer)
Grease is een nummer uit 1978 van Frankie Valli dat dienstdoet als titelnummer bij de gelijknamige film met John Travolta en Olivia Newton-John.
Het disconummer werd geschreven door Barry Gibb van de Bee Gees. De Bee Gees voerden het nummer later op tijdens concerten. Grease is te vinden op het Bee Gee-album One Night Only.
Paris Hilton gebruikte het nummer als basis voor het nummer I Want You, dat te vinden is op haar debuutalbum Paris.
In 2001 gebruikte de boyband 5ive grote delen van het nummer voor hun single Rock the party.
Medio 2020 maakte Valli samen met een aantal muzikanten, online een nieuwe versie van Grease, op 86-jarige leeftijd, 42 jaar na de oorspronkelijke single.

## Hitnoteringen

### Nederlandse Top 40
| Hitnotering: 26-08-1978 t/m 25-11-1978 | Hitnotering: 26-08-1978 t/m 25-11-1978 | Hitnotering: 26-08-1978 t/m 25-11-1978 | Hitnotering: 26-08-1978 t/m 25-11-1978 | Hitnotering: 26-08-1978 t/m 25-11-1978 | Hitnotering: 26-08-1978 t/m 25-11-1978 | Hitnotering: 26-08-1978 t/m 25-11-1978 | Hitnotering: 26-08-1978 t/m 25-11-1978 | Hitnotering: 26-08-1978 t/m 25-11-1978 | Hitnotering: 26-08-1978 t/m 25-11-1978 | Hitnotering: 26-08-1978 t/m 25-11-1978 | Hitnotering: 26-08-1978 t/m 25-11-1978 | Hitnotering: 26-08-1978 t/m 25-11-1978 | Hitnotering: 26-08-1978 t/m 25-11-1978 | Hitnotering: 26-08-1978 t/m 25-11-1978 | Hitnotering: 26-08-1978 t/m 25-11-1978 |
| Week:                                  | 1                                      | 2                                      | 3                                      | 4                                      | 5                                      | 6                                      | 7                                      | 8                                      | 9                                      | 10                                     | 11                                     | 12                                     | 13                                     | 14                                     |                                        |
| -------------------------------------- | -------------------------------------- | -------------------------------------- | -------------------------------------- | -------------------------------------- | -------------------------------------- | -------------------------------------- | -------------------------------------- | -------------------------------------- | -------------------------------------- | -------------------------------------- | -------------------------------------- | -------------------------------------- | -------------------------------------- | -------------------------------------- | -------------------------------------- |
| Positie:                               | 23                                     | 17                                     | 9                                      | 6                                      | 4                                      | 1                                      | 1                                      | 2                                      | 4                                      | 7                                      | 14                                     | 26                                     | 32                                     | 39                                     | uit                                    |

### NederlandseSingle Top 100
| Hitnotering: 12-08-1978 t/m 25-11-1978 | Hitnotering: 12-08-1978 t/m 25-11-1978 | Hitnotering: 12-08-1978 t/m 25-11-1978 | Hitnotering: 12-08-1978 t/m 25-11-1978 | Hitnotering: 12-08-1978 t/m 25-11-1978 | Hitnotering: 12-08-1978 t/m 25-11-1978 | Hitnotering: 12-08-1978 t/m 25-11-1978 | Hitnotering: 12-08-1978 t/m 25-11-1978 | Hitnotering: 12-08-1978 t/m 25-11-1978 | Hitnotering: 12-08-1978 t/m 25-11-1978 | Hitnotering: 12-08-1978 t/m 25-11-1978 | Hitnotering: 12-08-1978 t/m 25-11-1978 | Hitnotering: 12-08-1978 t/m 25-11-1978 | Hitnotering: 12-08-1978 t/m 25-11-1978 | Hitnotering: 12-08-1978 t/m 25-11-1978 | Hitnotering: 12-08-1978 t/m 25-11-1978 | Hitnotering: 12-08-1978 t/m 25-11-1978 | Hitnotering: 12-08-1978 t/m 25-11-1978 |
| Week:                                  | 1                                      | 2                                      | 3                                      | 4                                      | 5                                      | 6                                      | 7                                      | 8                                      | 9                                      | 10                                     | 11                                     | 12                                     | 13                                     | 14                                     | 15                                     | 16                                     |                                        |
| -------------------------------------- | -------------------------------------- | -------------------------------------- | -------------------------------------- | -------------------------------------- | -------------------------------------- | -------------------------------------- | -------------------------------------- | -------------------------------------- | -------------------------------------- | -------------------------------------- | -------------------------------------- | -------------------------------------- | -------------------------------------- | -------------------------------------- | -------------------------------------- | -------------------------------------- | -------------------------------------- |
| Positie:                               | 39                                     | 21                                     | 28                                     | 20                                     | 11                                     | 7                                      | 9                                      | 5                                      | 6                                      | 3                                      | 3                                      | 5                                      | 13                                     | 19                                     | 23                                     | 48                                     | uit                                    |

### NPO Radio 2 Top 2000
| Nummer met noteringen in de NPO Radio 2 Top 2000 | '99  | '00 | '01  | '02-'03 | '04  |
| ------------------------------------------------ | ---- | --- | ---- | ------- | ---- |
| Grease                                           | 1370 | -   | 1950 | -       | 2000 |

1. ↑  Een '-' betekent dat het nummer niet was genoteerd en een vetgedrukt getal geeft de hoogste notering aan.
2. ↑  Deze tabel is bijgewerkt tot en met de laatste editie (2024).